# Bracon americanus
Bracon americanus är en stekelart som beskrevs av Szepligeti 1904. Bracon americanus ingår i släktet Bracon och familjen bracksteklar. Inga underarter finns listade.